# Estàtua de Trajà i la lloba
L'estàtua de Trajà i la lloba és una estàtua de Vasile Gorduz situada a les escales del Museu Nacional d'Història de Romania a Calea Victoriei, al centre de Bucarest. Representa un Trajà nu que sosté als seus braços el Llop Capitolí, que es dobla com el Draco Daci, l'estendard de guerra dels Dacis.

## Descripció
L'estàtua de 2,15 metres d'alçada està feta de bronze i té un pes de 500 quilograms. El cost de l'estàtua va ser de prop de 200.000 llei (45.000 €) L'artista va crear tres còpies de l'escultura: una altra es troba a Sevilla, Espanya, a la vora de l'Guadalquivir, i un altre a Roma, al davant de l'Acadèmia di Romania.
L'escultura representa a Trajà, l'emperador romà que va conquerir Dàcia, la província situada a l'actual Romania i considerada un dels "pares" de la nació romanesa. Als seus braços, de fet, sembla que levita per sobre dels seus braços, hi ha la lloba capitolina, la lloba del mite fundacional de Roma. El cap del llop està unit a la cua d'un draco daci.

## Història
L'estàtua es va crear a iniciativa de l'Ajuntament de Bucarest com a part d'un programa més ampli d'administració de la ciutat anomenat "Calea Victoriei - Ruta cultural", que els va ser recomanat per Răzvan Theodorescu.
Es basa en un model de guix fabricat per Vasile Gorduz, actualment propietat d'Artmark Galleries, mentre que el motlle de bronze va ser realitzat per l'artista Ioan Bolborea. L'estàtua es va instal·lar el novembre de 2011, però estava coberta amb paper d'alumini i només va ser presentada el 29 d'abril de 2012 per l'alcalde de Bucarest , Sorin Oprescu.

## Recepció

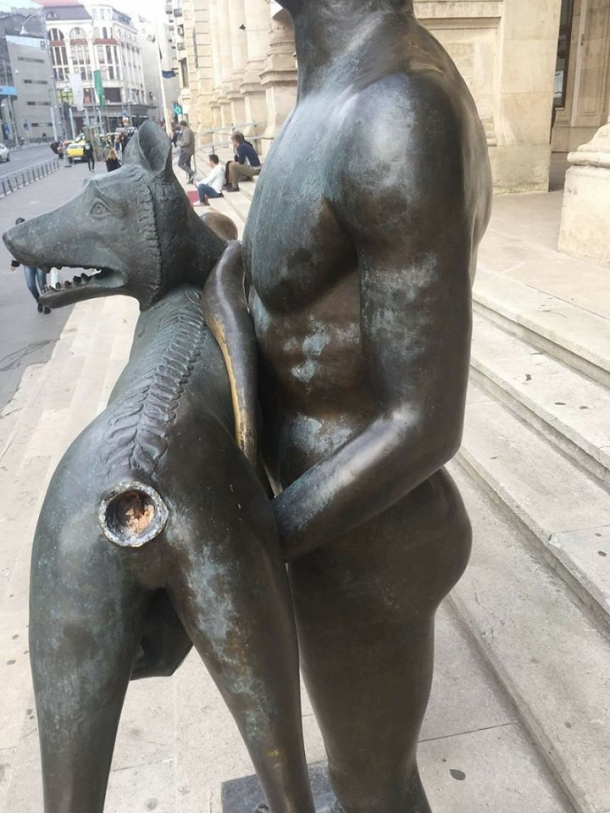
L'estàtua, després de ser vandalitzada el setembre del 2017

El director del Museu Nacional d'Història de Romania, Ernest Oberländer Târnoveanu, va dir que creu que no s'hauria d'haver col·locat allà a causa de la seva "dubtosa qualitat artística", i va valorar que no s'hi quedarà molt de temps. D'altra banda, Mihai Oroveanu, el director del Museu Nacional d'Art Contemporani, va pensar que era una obra "bella" i "molt moderna", mentre que Răzvan Theodorescu la va anomenar "símbol de la nostra nació".
L'estàtua no va ser ben rebuda pels bucurestins, que la van trobar amb escarni, a causa de la nuesa i la incomoditat de l'estàtua de Trajà, que va ser descrita com "un monument als gossos perduts de Romania", i els comentaristes es preguntaven per què "el gos està levitant", i per què l'animal porta un mocador "mentre l'emperador no porta ni roba interior".
Segons Deutsche Welle, el públic de Bucarest el va trobar amb un "conservadorisme tossut que s'oposa a qualsevol intent de renovació urbana", mostrant encara l'estupefacció dels primers visitants de les exposicions modernistes.